# Ozero Sverinovskoje
Ozero Sverinovskoje (ryska: Озеро Свериновское) är en sjö i Belarus.   Den ligger i voblasten Vitsebsks voblast, i den norra delen av landet, 230 km norr om huvudstaden Minsk. Ozero Sverinovskoje ligger 139 meter över havet. Arean är 0,23 kvadratkilometer. Den sträcker sig 0,6 kilometer i nord-sydlig riktning, och 0,6 kilometer i öst-västlig riktning.
I omgivningarna runt Ozero Sverinovskoje växer i huvudsak blandskog. Runt Ozero Sverinovskoje är det glesbefolkat, med 9 invånare per kvadratkilometer.